# Битва на Клейдионе
Битва на Клейдионе или Беласицкая битва (болг. Битка при Ключ, Беласишка битка, Битка при Кледион) — сражение между войсками византийского императора Василия II Болгаробойцы и болгарского царя Самуила 29 июля 1014 года. Битва произошла в окрестностях деревни Ключ, вблизи горного хребта Беласица. Византийцы одержали решительную победу.

## Сражение
К началу XI века произошёл перелом в борьбе Болгарии и Византии. Самуил утратил позиции и был вынужден перейти к обороне своих земель от напора византийцев. Летом 1014 года Василий II возглавил новую военную кампанию против Болгарии.
В июле византийская армия вошла в долину реки Струмице. Самуил возвёл прочные деревянные укрепления в районе деревни Клейдион (современный Ключ), чтобы защитить проход по ущелью. Василий II предпринял несколько попыток штурмовать укрепления. Однако они были безуспешными, так как болгары имели отличных лучников.
Император был готов отступить, когда стратег Пловдива Никифор Ксифий обнаружил способ преодолеть защитную стену. Ночью византийский отряд горными тропами вышел в тыл болгарам и утром 29 июля 1014 года напал на них. Болгарские войска потерпели сокрушительное поражение. Самуилу удалось бежать в крепость Прилеп только благодаря своему сыну Гавриилу Радомиру. Ромеи захватили в плен 15 тысяч болгарских воинов.
Спустя два дня после сражения Вотаниат во главе небольшого отряда отделился от главной армии, чтобы очистить от противника окрестности Струмицы. Однако остатки болгарского войска во главе с Гавриилом Радомиром заманили его отряд в засаду. Вотаниат был схвачен и затем жестоко казнен самим Радомиром. За смерть друга Василий II Болгаробойца приказал своим воинам ослепить болгарских пленных, взятых при Беласице, а затем отпустить, оставив в каждой сотне по одному поводырю с одним глазом, чтобы отвести их домой. Предполагается, что вид слепой армии, вернувшейся на родину, стал причиной сердечного приступа Самуила и его смерти 6 октября 1014 года. Примечательно, но в «Хрониках Константина Манассия» в 66 миниатюре, посвященной битве при Беласице (1014 год), есть текст, в котором сообщается о следующей причине смерти Самуила: и видѣвъ Самоилъ црꙏ ослѣпеныхъ и̑ ѽ ꙗда ꙋмрѣтꙏ.

## Память
Сражение описано в романе Антонина Ладинского «Когда пал Херсонес» (1959).